# Peperomia bryophila
Peperomia bryophila är en pepparväxtart som beskrevs av C. Dc.. Peperomia bryophila ingår i släktet peperomior, och familjen pepparväxter. Inga underarter finns listade i Catalogue of Life.